# Burg Rohrbach (Heidelberg)
Die Burg Rohrbach ist eine abgegangene Burg bei dem Stadtteil Rohrbach der Stadt Heidelberg in Baden-Württemberg.
Die von den Herren Kirchheim erbaute Burg, von der nur noch der Flurname zeugt, war vermutlich eine Vasallenburg. Von der nicht mehr lokalisierbaren Burganlage ist nichts erhalten.